# Kloster Domus St. Mariae
Das Kloster Domus St. Mariae ist eine ehemalige Zisterzienserabtei bei Steinbeck an der Luhe (Bispingen). Der Konvent war wie alle Zisterzienserabteien dem Patrozinium Mariens unterstellt.
Im Jahre 1243 wurde der Abt des Klosters Hardehausen bei Paderborn beauftragt, nach dem Ort Stenbecke überzusiedeln, um dort ein Kloster zu gründen. Die Gründungsurkunde befand sich im Staatsarchiv zu Hannover, wo sie im Zweiten Weltkrieg verbrannte.
Die eigentliche Gründung des Klosters fällt in das Jahr 1244, wie ein Brief des Bischofs von Verden, Luder von Borch, im Staatsarchiv zu Hannover bezeugt. Die Urkunde besagt, dass der Bischof ein Kloster Domus St. Mariae, vorher Stenbecke genannt, errichten ließ. In Stenbecke lebten bereits zuvor Mönche, er, Ludgerus, aber habe das Kloster von Grund auf neu erbauen lassen und dem Zisterzienserorden übergeben. Der Konvent wohnte ursprünglich wahrscheinlich in Blockhäusern, die vermutlich bei dem heidnischen Gebetsmal am Holortsberg gegenüber errichtet wurden. An das Gebetsmal erinnert ein großer Felsen, der eine Rune trägt, deren Sinn nicht mehr bekannt ist.
Bereits am 19. Januar 1253 zogen die Mönche von Steinbeck nach Scharnebeck bei Lüneburg. Umfangreiche Schenkungen des Herzogs Otto I. von Braunschweig-Lüneburg (unter anderem auch ein Hof in Scharnebeck) gaben hierzu den Anlass. Nach der Reformation wurde auch dieses Kloster aufgelöst. Am früheren Ort des Klosters befinden sich ein Gedenkstein und eine Tafel mit Erklärungen. Darüber hinaus sind keine Überreste mehr zu finden.